# Newton, Mississippi
Newton là một thành phố thuộc quận Newton, tiểu bang Mississippi, Hoa Kỳ. Năm 2010, dân số của thành phố này là 3 373 người.

## Dân số
- Dân số năm 2000: 3 699 người.
- Dân số năm 2010: 3 373 người.